# Sant'Ambrogio (martire)
Ambrogio (Liguria, ... – Ferentino, 16 agosto 304) è stato un militare romano martire cristiano, morto nel IV secolo a causa della grande persecuzione voluta dall'imperatore Diocleziano. È venerato come santo dalla Chiesa cattolica e dalla Chiesa ortodossa che ne onorano la memoria il 16 agosto. Le sue spoglie mortali sono custodite nel Duomo di Ferentino.